# Primo Groot
Primo Groot de Vargas Machuca y Alea (Santafé, Virreinato de la Nueva Granada, 11 de junio de 1756-Santafé de Bogotá, Virreinato de la Nueva Granada, 10 de marzo de 1819) fue un militar, patriota y prócer neogranadino.
Junto con su hermano Pedro Groot fue uno de los integrantes que constituyeron la Junta de Gobierno de 1810 que proclaman el Acta de Independencia y uno de los primeros gobernantes republicanos, cercanos a Al precursor Antonio Nariño.
En 1770 se graduó del colegio de San Bartolomé, años después, hereda de su padre el puesto de fiel ejecutor y en 1794 sería parte del cuerpo policial de santafé llamado Junta de policía de Santafé junto a Antonio Nariño y el marqués de San Jorge José María Lozano, establecido por el Virrey José Manuel Ezpeleta. En 1798 y 1799 regidor fiel ejecutor del cabildo de Santafé y  fue diputado vocal de la junta municipal de propios. Entrando el siglo XIX, en 1806 preside la Junta Real de Hospicios y ese mismo año es nombrado como administrador de las salinas de Nemocón por el virrey Antonio Amar y Borbón.Groot fue de los primeros criollos en hacer parte del cuerpo militar virreinal y de Caballería creado por el Virrey Amar y Borbón
Durante la Independencia de Colombia sirvió como teniente coronel del regimiento de Milicias de Caballería de Santafé, grupo organizado por Pantaleón Gutiérrez con el fin de hacer guardia y cuidar al virrey y a la virreina mientras eran expulsados de la Nueva Granada. Tres meses después es corregidor de Zipaquirá y en 1812 es jefe civil y comandante de las milicias de Zipaquirá nombrado por Antonio Nariño.También, ese año es consejero de gobierno junto a José Gregorio Gutiérrez, José María Lozano de Peralta, Felipe de Vergara y Domingo Caicedo.
Durante los debates de la constitución de Cundinamarca representó a los vecinos de la sabana de Zipaquirá ante el serenísimo colegio electoral y fue su elector, poniendo su firma en la Constitución de Cundinamarca de 1812. En 1813 es ascendido a gobernador coronel de milicias de partido de Zipaquirá.tres años después Pablo Morillo entra a Bogotá con el ejército español durante las campañas de la renconquista de la Nueva Granada, dando como resultado la persecución de todos los implicados en la revolución. La familia Groot fue perseguida, Primo y su hermano Pedro Groot fueron aprisionados por un tiempo, siendo liberado en 1817 tras pagar una multa por su vida que lo terminó dejando en la ruina.
Estaba casado con Joaquína Urquinaona y Pardo, pasó sus últimos días en su Hacienda en Susatá donde murió en 1819 mientras se libraba la reconquista de la Nueva Granada sin alcanzar a ver la independencia absoluta del territorio que llegaría un año más tarde cuando se conforma la Gran Colombia.